# ژول برتون

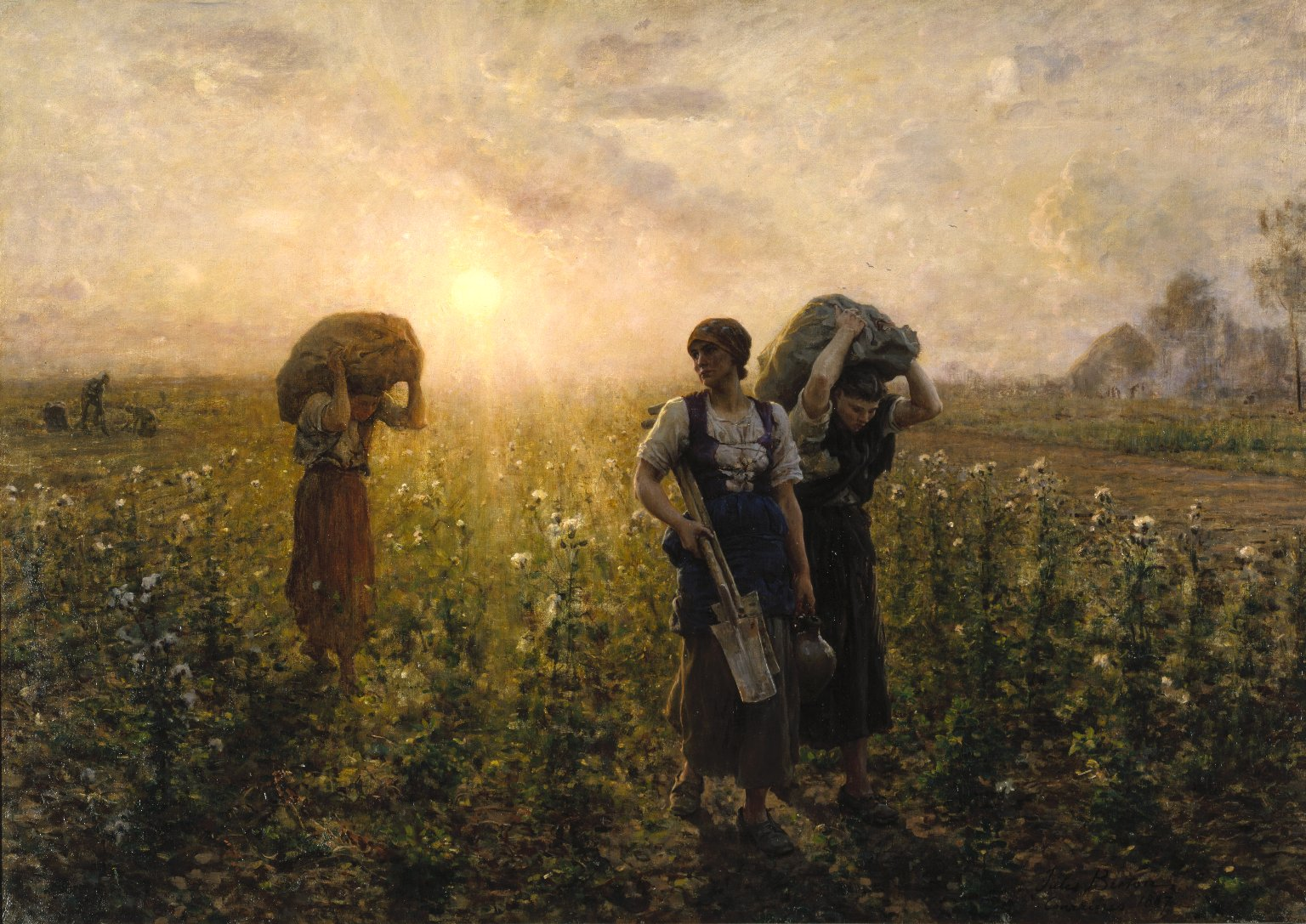
پایان یک روز کاری، ۱۸۸۶–۱۸۸۷، موزه بروکلین

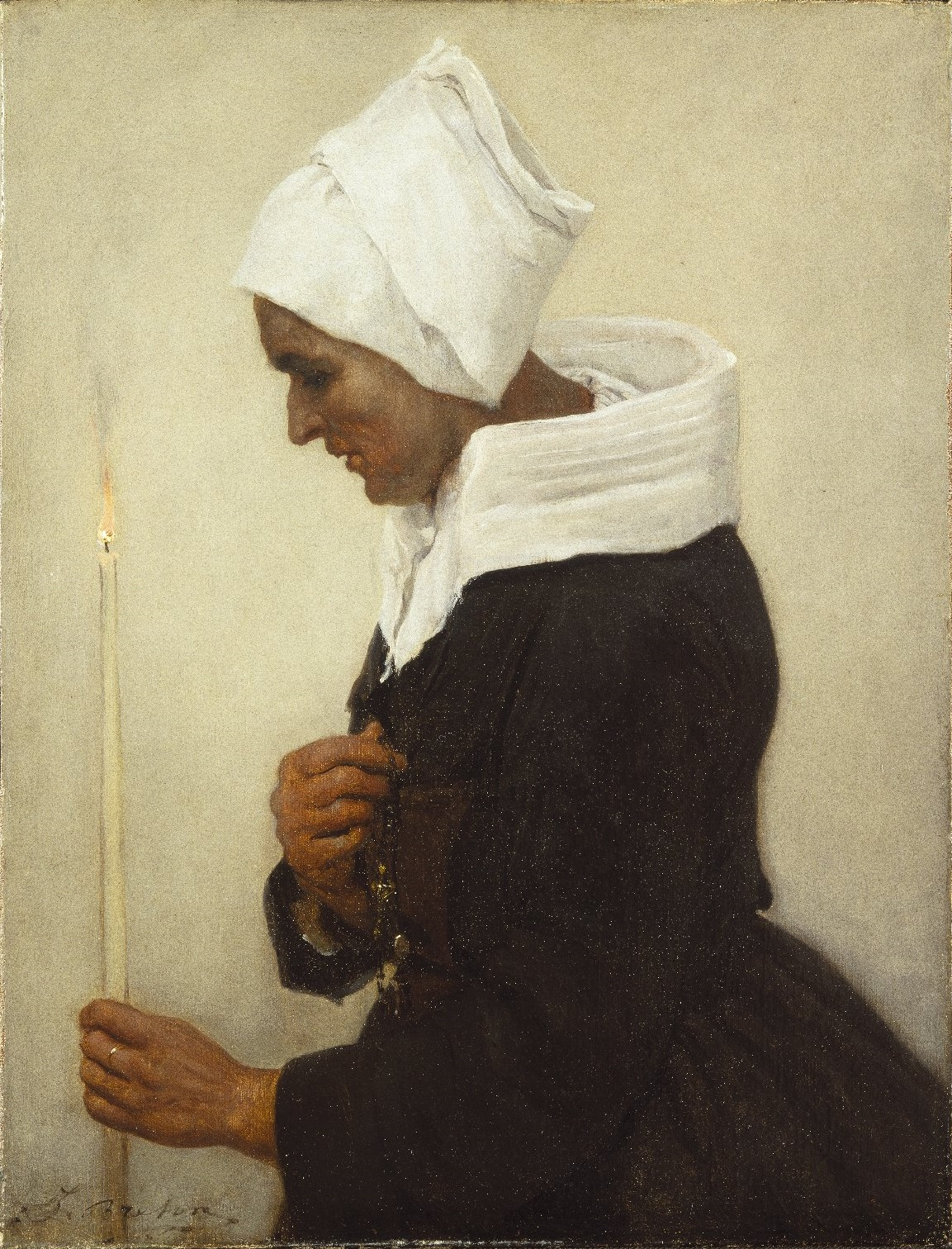
زن روستایی با شمعی در دست اثر ژول برتون

ژول آدولف آیم لوئیس برتون یا ژول برتون (به فرانسوی: Jules Adolphe Aimé Louis Breton)؛ (۱ مهٔ ۱۸۲۷ – ۵ ژوئیهٔ ۱۹۰۶) یک نقاش، نویسنده، و شاعر اهل فرانسه بود.
نقاشی‌های او در سبک رئالیسم بود و به شدت تحت تأثیر مناظر حومه شهر و روستایی قرار داشت. روش‌های نقاشی ژول برتون به‌عنوان یکی از دلایل اصلی رویکرد زیبایی‌شناسانه و شاعرانه به چشم‌اندازهای روستایی مؤثر بود.
آثاری از او در موزه هنرهای زیبای تهران در معرض نمایش عمومی است.